# Ronda Rousey
Ronda Jean Rousey (ur. 1 lutego 1987 w Riverside) – amerykańska judoczka, wrestlerka, brązowa medalistka olimpijska oraz wicemistrzyni świata w kategorii 70 kg, profesjonalna wrestlerka oraz aktorka. Od 2011 roku profesjonalna zawodniczka mieszanych sztuk walki (MMA). Pierwsza mistrzyni UFC (od 2012 do 2015 roku) oraz mistrzyni organizacji Strikeforce (2012) w kategorii do 61 kg. Pierwsza kobieta sklasyfikowana w rankingu UFC w kategorii P4P. 25 lutego 2018 podpisała kontrakt z WWE - organizacją wrestlingu.

## Judo
Do jej największych sukcesów zalicza się wicemistrzostwo świata z 2007 oraz brązowy medal igrzysk olimpijskich w Pekinie z 2008 roku w kategorii do 70 kg.

## Mieszane sztuki walki
W 2010 roku postanowiła zadebiutować w mieszanych sztukach walki. Po zwycięstwie przed czasem w trzech amatorskich walkach, na początku 2011 roku przeszła na zawodowstwo. Dwa pierwsze zawodowe pojedynki wygrała w kilkadziesiąt sekund przez poddanie, dzięki czemu podpisała z nią kontrakt organizacja Strikeforce. Rousey zadebiutowała tam w sierpniu 2011 roku, w 25 sekund poddając Sarę D'Alelio, a następnie - w listopadzie - w 39 sekund Julię Budd.
3 marca 2012 roku Rousey zmierzyła się w Columbus z mistrzynią Strikeforce w wadze koguciej (do 61 kg) Mieshą Tate. Odebrała jej tytuł, wygrywając przez kolejne z rzędu poddanie za pomocą dźwigni na staw łokciowy (Tate zwlekała z odklepaniem i w konsekwencji doznała kontuzji ręki). Pierwszy raz tytuł obroniła 18 sierpnia 2012 roku, poddając swoją firmową dźwignią na staw łokciowy Kanadyjkę Sarę Kaufman. Następnie podpisała kontrakt z UFC. Została tym samym pierwszą kobietą w historii, która została mistrzynią tej organizacji (w wadze koguciej - 61 kg).
Amerykanka pas pierwszy raz obroniła podczas UFC 157 w lutym, kiedy zwyciężyła Liz Carmouche.
Władze UFC podjęły decyzję, że Rousey będzie trenerką w 18. edycji reality show The Ultimate Fighter. Trenowała jedną z ekip, drugą zaś prowadziła Miesha Tate. Do rewanżu Rousey z Mieshą Tate doszło na UFC 168. Rousey ponownie zwyciężyła przez balachę, tym razem w 3. rundzie.
28 lutego 2015 roku obroniła tytuł mistrzowski przeciwko Cat Zingano, wygrywając przez poddanie w 14 sekund. Była to najszybsza obrona mistrzowskiego pasa w historii UFC.
14 listopada 2015 na UFC 193 nieoczekiwanie przegrała z wielokrotną mistrzynią świata w boksie Holly Holm. W drugiej rundzie otrzymała ciężki nokaut po wysokim kopnięciu w głowę, tracąc równocześnie tytuł mistrzowski, który dzierżyła od lutego 2013.
30 grudnia 2016 na gali UFC 207 Rousey powróciła na ring po ponad rocznej przerwie mierząc się z mistrzynią wagi koguciej  Amandą Nunes. Ostatecznie "Rowdy" przegrała ten pojedynek po technicznym nokaucie w 48 sekundzie 1 rundy.

## Osiągnięcia i wyróżnienia
Mieszane sztuki walki:
- 2012: mistrzyni Strikeforce w wadze koguciej
- 2012–2015: mistrzyni UFC w wadze koguciej
- ESPY Awards
  - 2014, 2015: Najlepsza sportsmenka[15][16]
  - 2015: Najlepszy zawodnik sportów walki[16]
- World MMA Awards
  - 2012, 2013, 2014: Zawodniczka Roku
- Wrestling Observer Newsletter
  - 2014, 2015: Najbardziej wartościowy zawodnik MMA
  - 2014: Najwybitniejszy zawodnik MMA
  - 2014, 2015: Największy draw

Judo:
- Letnie igrzyska olimpijskie
  - 2008: 3. miejsce w kat. -70 kg (Pekin)
- Mistrzostwa świata
  - 2007: 2. miejsce w kat. -70 kg (Rio de Janeiro)
- Igrzyska panamerykańskie
  - 2007: 1. miejsce w kat. -70 kg (Rio de Janeiro)
- Mistrzostwa panamerykańskie 
  - 2004: 1. miejsce w kat. -63 kg (Margarita)
  - 2005: 1. miejsce w kat. -63 kg (Portoryko)
  - 2006: 2. miejsce w kat. -63 kg (Buenos Aires)
  - 2007: 3. miejsce w kat. -70 kg (Montreal)
- Puchar świata
  - 2006: 1. miejsce w kat. -63 kg (Birmingham)
  - 2007: 1. miejsce w kat. -70 kg (Wiedeń)
  - 2008: 1. miejsce w kat. -70 kg (Budapeszt)

Wrestling:
- WWE Slammy Awards
  - 2015: Wydarzenie Roku z The Rock[18]
- WWE Raw Women’s Championship (1 raz)
- WWE Smackdown Women's Championship (2 razy)

## Lista walk w MMA
12 zwycięstw – 2 porażki
| Wynik     | Bilans | Przeciwnik      | Rozstrzygnięcie                                      | Runda | Czas | Rozgrywki                       | Data       | Miejsce        | Uwagi                                                               |
| --------- | ------ | --------------- | ---------------------------------------------------- | ----- | ---- | ------------------------------- | ---------- | -------------- | ------------------------------------------------------------------- |
| Przegrana | 12-2   | Amanda Nunes    | TKO (ciosy pięściami)                                | 1     | 0:48 | UFC 207: Nunes vs. Rousey       | 30.12.2016 | Las Vegas      | Walka o pas mistrzowski UFC w wadze koguciej, Main event            |
| Przegrana | 12-1   | Holly Holm      | KO (kopnięcie na głowę i ciosy pięściami w parterze) | 2     | 0:59 | UFC 193                         | 14.11.2015 | Melbourne      | Straciła pas mistrzowski UFC w wadze koguciej, Main event           |
| Wygrana   | 12-0   | Bethe Correira  | KO (prawy prosty)                                    | 1     | 0:34 | UFC 190: Rousey vs. Cerreira    | 01.08.2015 | Rio de Janeiro | Obrona pasa mistrzowskiego UFC w wadze koguciej, Main event         |
| Wygrana   | 11-0   | Cat Zingano     | Poddanie (dźwignia na staw łokciowy)                 | 1     | 0:14 | UFC 184: Rousey vs. Zingano     | 28.02.2015 | Los Angeles    | Obrona pasa mistrzowskiego UFC w wadze koguciej, Main event         |
| Wygrana   | 10-0   | Alexis Davis    | TKO (ciosy pięściami w parterze)                     | 1     | 0:16 | UFC 175: Weidman vs. Machida    | 05.07.2014 | Las Vegas      | Obrona pasa mistrzowskiego UFC w wadze koguciej, Co-Main event      |
| Wygrana   | 9-0    | Sara McMann     | TKO (kolano na wątrobę i ciosy pięściami)            | 1     | 1:06 | UFC 170: Rousey vs. McMann      | 22.02.2014 | Las Vegas      | Obrona pasa mistrzowskiego UFC w wadze koguciej, Main event         |
| Wygrana   | 8-0    | Miesha Tate     | Poddanie (dźwignia na staw łokciowy)                 | 3     | 0:58 | UFC 168: Weidman vs. Silva 2    | 28.12.2013 | Las Vegas      | Obrona pasa mistrzowskiego UFC w wadze koguciej, Co-Main event      |
| Wygrana   | 7-0    | Liz Carmouche   | Poddanie (dźwignia na staw łokciowy)                 | 1     | 4:49 | UFC 157: Rousey vs. Carmouche   | 23.02.2013 | Anaheim        | Zdobyła pas mistrzowski UFC w wadze koguciej, Main event            |
| Wygrana   | 6-0    | Sarah Kaufman   | Poddanie (dźwignia na staw łokciowy)                 | 1     | 0:54 | Strikerofce: Rousey vs. Kaufman | 18.08.2012 | San Diego      | Obrona pasa mistrzowskiego Strikeforce w wadze koguciej, Main event |
| Wygrana   | 5-0    | Miesha Tate     | Poddanie (dźwignia na staw łokciowy)                 | 1     | 4:27 | Strikeforce: Tate vs. Rousey    | 03.03.2012 | Columbus       | Zdobyła pas mistrzowski Strikeforce w wadze koguciej, Main event    |
| Wygrana   | 4-0    | Julia Budd      | Poddanie (dźwignia na staw łokciowy)                 | 1     | 0:39 | Strikeforce 20: Challengers     | 18.11.2011 | Las Vegas      | Co-Main event                                                       |
| Wygrana   | 3-0    | Sarah D'Alelio  | Poddanie (balacha)                                   | 1     | 0:25 | Strikeforce 18: Challengers     | 12.08.2011 | Las Vegas      |                                                                     |
| Wygrana   | 2-0    | Charmaine Tweet | Poddanie (dźwignia na staw łokciowy)                 | 1     | 0:49 | HKFC 12: School of Hard Knocks  | 17.06.2011 | Calgary        | Co-Main event                                                       |
| Wygrana   | 1-0    | Ediane Gomes    | Poddanie (dźwignia na staw łokciowy)                 | 1     | 0:25 | KOTC - Turning Point            | 27.03.2011 | Tarzana        | Debiut w MMA                                                        |

## Kariera aktorska
W 2014 odbyła się premiera filmu Niezniszczalni 3, w którym zagrała Lunę. W 2015 w filmie Szybcy i wściekli 7 wystąpiła w roli Kary. Co więcej, w 2019 roku epizodycznie wcieliła się w postać Leny Bosko w serialu 9-1-1   oraz pojawiła się w Aniołkach Charliego jako instruktorka walki.

## Publikacje
- My Fight / Your Fight, 2015, Regan Arts, ISBN 978-1-941393-26-0